# 仁木刑部大輔
仁木 刑部大輔（にき ぎょうぶたいふ、実名不詳、生没年不詳）は、戦国時代の武将。伊賀仁木氏の当主。父は足利義政の偏諱を受けた仁木政長（まさなが）。子に仁木長政（ながまさ）がいる。弟に仁木民部少輔。伊賀国守護。通称、刑部大輔、四郎。

## 概略
伊賀守護である政長の息子と見られており、永正6～7年（1510年・1511年）に家督継承したと見られている。刑部大輔の代になっても近衛家とのつながりは続いており、『後法成寺関白記』から年始挨拶を行う等の姿がうかがえる。
永正の錯乱以降の政情で、刑部大輔は細川高国らに協力的であった。『 瓦林政頼記』（細川氏の家臣・瓦林正頼を中心に描かれた軍記物）において、永正5年（1509年）に伊賀守護仁木四郎が従弟の縁によって細川高国を匿ったとあるが、この四郎とは刑部大輔を念頭において書かれたとみられている。また永正7年（1511年）の足利義尹（義材・義稙）による足利義澄追討において、刑部大輔にも出陣要請の御内書が発せられている。そして永正16年（1520年）、細川澄元が高国らを攻略して復権しようと、四国勢・淡路勢・播磨勢を催して摂津に上陸した際に、刑部大輔は摂津へ向かうとの書状を、同年12月に近衛家へ送っている。このように刑部大輔は足利義尹を立てる細川高国らの政権の要請で度々動いている。
天文5年（1536年）3月に連歌会を催し、翌日に近衛家へ伊賀へ帰国すると告げて以降の消息は知れない。